# إسحاق ليا
إسحاق ليا (بالإنجليزية: Isaac Lea)‏ هو عالم حيوانات وجيولوجي أمريكي، ولد في 4 مارس 1792 في ويلمنغتون في الولايات المتحدة، وتوفي في 8 ديسمبر 1886 في فيلادلفيا في الولايات المتحدة.